# 惟肖得巌
惟肖 得巌（いしょう とくがん、1360年（延文5年/正平元年）- 1437年5月24日（永享9年4月20日））は、南北朝時代から室町時代の臨済宗の僧である。別号に蕉雪、山陽備人等がある。

## 経歴・人物
備後に生まれ、幼年期から護国寺で明極楚俊の弟子だった草堂得芳に弟子入りする。その後は得芳に師事しながら京都の南禅寺境内にある少林院で学び、師の法を継いだ。その後は摂津の有馬にある長楽寺の住職を務め、栖賢寺や真如寺の住職も務める。
また蔵海性珍や夢巌祖応、絶海中津、義堂周信、子晋明魏（花山院長親）から五山文学を学び、足利義持の命により相国寺で蘇軾の詩や師の明魏から学んだ『荘子』を中心に子弟の文学的教育にも携わった。また晩年は万寿寺や天龍寺、再度南禅寺等の住職を務め、1437年（永享9年）に入滅するまで同寺境内の雙桂軒にて隠居した。なお得巌は守護大名や五山文学僧が属する友社の主要人物の一人だったとされている。

## 主な著作物
- 『東海瓊（璚とも[2]）華集』